# Регель, Арнольд Эдуардович
Арно́льд Эдуа́рдович Ре́гель (1856—1917) — русский садовод, дендролог, инженер-паркостроитель, ландшафтный архитектор, член Императорского Русского Географического Общества. По образованию инженер.

## Биография

Отец Эдуард Людвигович Регель (нем. Eduard August von Regel, 1815—1892) — доктор философии, ботаник, учёный садовод. Немец по национальности. Член-корреспондент Петербургской Академии наук, директор Петербургского ботанического сада с 1875 по 1892 год, тайный советник с 1887 года. Братья Альберт Регель, Василий Регель и Роберт Регель.
Занимался паркостроением, ландшафтной архитектурой. Основатель фирмы «Регель и Кессельринг», занимавшейся планировкой частных садов.
Спроектировал и создал парк в имении «Случайное» генерала Д. В. Драчевского в долине реки Мзымты в 3 км от Адлера (современный сочинский парк совхоза «Южные культуры»). Занимался устройством сада усадьбы Ала-Кирьола, спроектировал Светлый парк в городе Нарва-Йыэсуу (Эстония).
В 1896 году был опубликован труд А. Э. Регеля «Изящное садоводство и художественные сады», в котором обобщена и систематизирована история садоводства и разработана система практических рекомендаций. В 1990 году книга была переиздана.

## Труды
- Регель, Арнольд Эдуардович. Туземные и пришлые культурные растения верховьев Аму-Дарьи.
- Регель, Арнольд Эдуардович. Изящное садоводство и художественные сады. Историко-дидактический очерк. — СПб.: Издание Г. Б. Винклер, 1896. — 448 с.
- Регель, Арнольд Эдуардович. Поездка в Каратегин и Дарваз / [Арнольд Регель член ИРГО]. — [Санкт-Петербург], 1882. Российская государственная библиотека.
- Регель, Арнольд Эдуардович. Флора для русских садов / [Соч.] Инж. Арнольда Регеля. — [Санкт-Петербург], 1896. Российская государственная библиотека.

### Комментарии
1. ↑  

Дореволюционный период исследований природы Памира связан с именами зоологов А. П Федченко и Н. А. Северцова, геологов И. В. Мушкетова и Д. Л. Иванова, ботаников О. А. Федченко, А. Э. Регеля, С. И. Коржинского, Н. И. Вавилова и др. Это были разрозненные экспедиции энтузиастов-одиночек, в советское же время они сменились планомерными исследованиями. Для изучения биологических ресурсов Памира и его освоения в 1934 году под руководством П. А. Баранова и И. А. Райковой были созданы первые научно-исследовательские станции.
— Х. Ю. Юсуфбеков. Памирский биологический институт // Природа. — Наука, 1982. — № 12. — С. 48. Архивировано 20 мая 2017 года.